# Liste der Monuments historiques in Saint-Clément-des-Baleines
Die Liste der Monuments historiques in Saint-Clément-des-Baleines führt die Monuments historiques in der französischen Gemeinde Saint-Clément-des-Baleines auf.

## Liste der Bauwerke
| Bezeichnung              | Beschreibung                         | Standort | Kennzeichnung | Schutzstatus   | Datum     | Bild           |
| ------------------------ | ------------------------------------ | -------- | ------------- | -------------- | --------- | -------------- |
| Phare des Baleineaux     | Leuchtturm, erbaut von 1849 bis 1854 | (Lage)   | PA00105165    | Inscrit Classé | 2011 2012 | weitere Bilder |
| Phare des Baleines       | Leuchtturm, erbaut 1854              | (Lage)   | PA00105165    | Inscrit        | 2011      | weitere Bilder |
| Vieux Phare des Baleines | Leuchtturm, erbaut von 1669 bis 1682 | (Lage)   | PA00105165    | Classé         | 1904      | weitere Bilder |

## Liste der Objekte

### Kirche St-Clément
| Bezeichnung      | Beschreibung                                                            | Standort | Kennzeichnung | Schutzstatus   | Datum | Bild |
| ---------------- | ----------------------------------------------------------------------- | -------- | ------------- | -------------- | ----- | ---- |
| Tabernakel       | Holz, farbig gefasst und vergoldet, 18. Jahrhundert                     | (Lage)   | PM17001085    | Classé Inscrit | 1979  |      |
| Prozessionsfahne | Seide, 19. Jahrhundert                                                  | (Lage)   | PM17001086    | Inscrit        | 1979  |      |
| Schiffsmodell    | Votivgabe: Dreimastbark, Holz, bemalt, 1865                             | (Lage)   | PM17000364    | Classé         | 1980  |      |
| Schiffsmodell    | Votivgabe: Dreimastbark, Holz, bemalt, 1869                             | (Lage)   | PM17000365    | Classé         | 1980  |      |
| Hochaltar        | Holz, farbig gefasst, stuckiert und vergoldet, 18. oder 19. Jahrhundert | (Lage)   | PM17000966    | Inscrit        | 1977  |      |
| Kanzel           | Holz, 19. Jahrhundert                                                   | (Lage)   | PM17000967    | Inscrit        | 1977  |      |